# Discoglossus scovazzi
Discoglossus scovazzi är en groddjursart som beskrevs av Lorenzo Camerano 1878. Discoglossus scovazzi ingår i släktet Discoglossus och familjen Alytidae. IUCN kategoriserar arten globalt som livskraftig. Inga underarter finns listade i Catalogue of Life.